# Leonhard Ennen
Leonhard Ennen, född 5 mars 1820 i Schleiden, död 14 juni 1880 i Köln, var en tysk historiker och arkivarie.
Ennen var från 1857 verksam som stadsarkivarie i Köln. Han författade bland annat Frankreich und der Niederrhein (två band, 1856) samt behandlade staden Kölns historia i flera arbeten,  bland annat i Geschichte der Stadt Köln (fem band, 1863–1879).